# Dańków (gromada w powiecie grójeckim)
Dańków – dawna gromada, czyli najmniejsza jednostka podziału terytorialnego Polskiej Rzeczypospolitej Ludowej w latach 1954–1972.
Gromady, z gromadzkimi radami narodowymi (GRN) jako organami władzy najniższego stopnia na wsi, funkcjonowały od reformy reorganizującej administrację wiejską przeprowadzonej jesienią 1954 do momentu ich zniesienia z dniem 1 stycznia 1973, tym samym wypierając organizację gminną w latach 1954–1972.
Gromadę Dańków z siedzibą GRN w Dańkowie utworzono – jako jedną z 8759 gromad – w powiecie grójeckim w woj. warszawskim, na mocy uchwały nr VI/10/5/54 WRN w Warszawie z dnia 5 października 1954. W skład jednostki weszły obszary dotychczasowych gromad Dańków, Dobiecin, Dziunin, Główczyn, Główczyn Towarzystwo, Marysin, Pelinów, Popowice, Wilhelmów i Wólka Dańkowska ze zniesionej gminy Błędów oraz miejscowości Miechowice i Pawłowice z miasta Mogielnica w tymże powiecie. Dla gromady ustalono 19 członków gromadzkiej rady narodowej.
31 grudnia 1959 1 stycznia 1960 z gromady Dańków wyłączono wsie Dobiecin, Dziunin, Główczyn, Główczyn Towarzystwo, Marysin, Miechowice, Pawłowice i Popowice, włączając je do znoszonej gromady Dylew w tymże powiecie, po czym gromadę Dańków zniesiono a jej (pozostały) obszar włączono do gromady Błędów tamże (wykreślone zmiany retroaktywnie uchylone uchwałami z 25 lutego 1960).